# Khāk Bād
Khāk Bād (persiska: خاك آباد, خَك بَد, Khākābād, خاك باد) är en ort i Iran.   Den ligger i provinsen Lorestan, i den centrala delen av landet, 290 km sydväst om huvudstaden Teheran. Khāk Bād ligger 2 323 meter över havet och antalet invånare är 139.
Terrängen runt Khāk Bād är kuperad åt nordväst, men åt sydost är den platt. Runt Khāk Bād är det ganska glesbefolkat, med 29 invånare per kvadratkilometer. Närmaste större samhälle är Alīgūdarz, 11,6 km väster om Khāk Bād. Trakten runt Khāk Bād består i huvudsak av gräsmarker.